# Abzal Azhgaliyev
Abzal Azhgaliyev est un patineur de vitesse sur piste courte kazakh.

## Biographie
Il commence le patinage de vitesse sur piste courte en 2005 à Oural, sa ville d'origine.
Il participe aux épreuves de patinage de vitesse sur piste courte aux Jeux olympiques de 2014 et de 2018, au relais uniquement. En 2014, il arrive sixième du relais avec Aidar Bekzhanov, Denis Nikisha et Nurbergen Zhumagaziyev. En 2018, il arrive cinquième ; Aider Bekzhanov est remplacé par Yerkebulan Shamukhanov et les autres patineurs sont les mêmes.
En 2016, il est le premier patineur kazakh à obtenir une médaille en Coupe du monde.
Il est porte-drapeau de la délégation officielle kazakh aux Jeux olympiques de 2018 puis à ceux de 2022.

## Palmarès
- 500 mètres à Salt Lake City, Coupe du monde saison 2016-2017
- 500 mètres au classement général, Coupe du monde saison 2016-2017
- 500 mètres à Minsk, Coupe du monde saison 2016-2017
- 500 mètres à Calgary, Coupe du monde saison 2018-2019
- Relais masculin à Minsk, Coupe du monde saison 2016-2017
- 500 mètres à Almaty, Coupe du monde saison 2018-2019
- Relais masculin à Salt Lake City, Coupe du monde saison 2016-2017